# تريفيليت

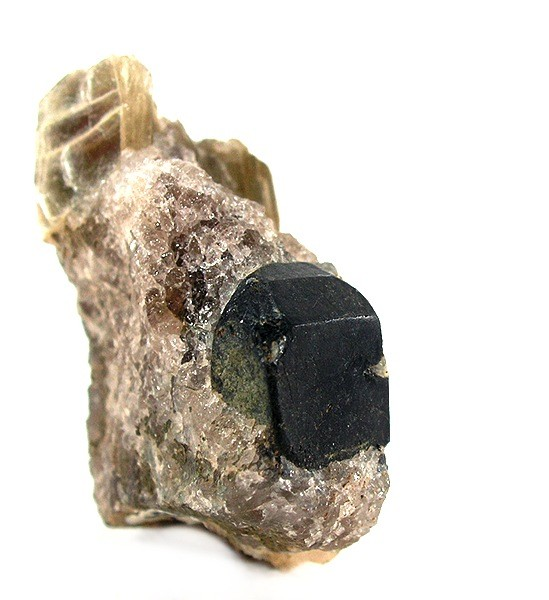
بلور ثلاثي في المصفوفة ، تم جمعه من سميث كواري (تشاندلر ميلز كواري) ، نيوبورت ، نيو هامبشاير 43 ° 21′28 ″ شمالًا 72 ° 15′8 غربًا

تريفيليت هو معدن فوسفات من حديد الليثيوم (II) مع الصيغة الكيميائية LiFePO 4 . وهو عضو في مجموعة التريفيليت ويشكل سلسلة كاملة من المحاليل الصلبة مع فوسفات منجنيز الليثيوم (II) ، الليثيوفيليت . يتبلور التريفيليت في النظام البلوري لتقويم العظام. ونادرًا ما تشكل بلورات موشورية وتوجد بشكل متكرر في الصخور قليلة الشكل. لونه يميل إلى الزرقة إلى الرمادي المخضر ، ولكن عند التغيير يصبح بني إلى أسود.

## علم أصل الكلمة والتاريخ
تم اكتشاف المعدن وفحصه لأول مرة في عام 1834 من قبل عالم المعادن الألماني يوهان نيبوموك فون فوكس في منجم هينينكوبل في الغابة البافارية . الاسم مشتق من الكلمات اليونانية tri ("three") و phulon ("family") ، في إشارة إلى الكاتيونات الثلاثة الموجودة في العينات الطبيعية من تريفيليت (Li + ، Fe 2+ ، Mn 2+ ).

## هيكل بلوري

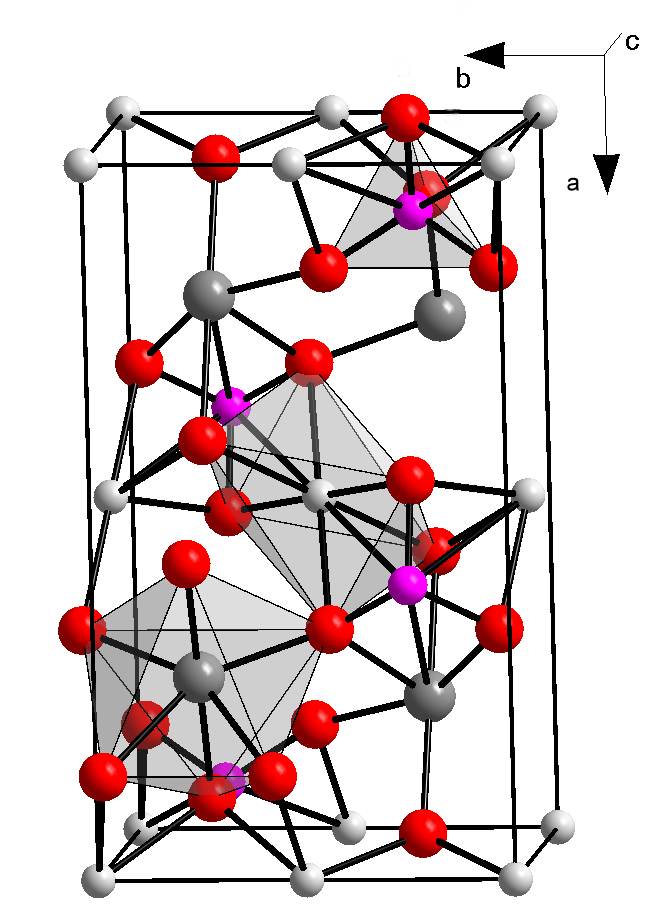
التركيب البلوري لثلاثي لايت

يتبلور التريفيليت في نظام بلوري لتقويم العظام. ينسق الليثيوم إلى ست ذرات أكسجين في مجسم ثماني مشوه. وبالمثل ، فإن المراكز الحديدية منسقة ثماني السطوح. يحتوي الهيكل على فوسفات معزول رباعي السطوح.

## الخصائص
ثلاثي الفايليت قابل للذوبان في حمض الكبريتيك والهيدروكلوريك . يذوب تحت أنبوب النفخ ليشكل كرة مغناطيسية رمادية داكنة. مع مرور الوقت، وتغيير يمر بها المعدنية عن طريق الأكسدة، مما يزيد من حالة أكسدة الحديد 2-3 والسماح الليثيوم للهروب، وتشكيل heterosite ، FePO 4. 
يشكل تريفيليت سلسلة من المحاليل المعقدة مع lithiophilite ، LiMnPO 4 ، بحيث تحتوي المصادر الطبيعية للثلاثي عادة على المنغنيز. تتشابه هياكل الأعضاء في هذه السلسلة مع سيليكات من نوع الزبرجد الزيتوني. 